# Marcin Bruczkowski
Marcin Bruczkowski (ur. 5 marca 1965 w Warszawie) – polski pisarz, informatyk i perkusista.

## Życiorys
Jest absolwentem IX L.O im. Klementyny Hoffmanowej w Warszawie. W latach 1983–1986 studiował anglistykę na UW.
Po studiach wyjechał do Japonii, by tam podjąć studia kulturoznawcze. Po dziesięciu latach przeniósł się do Singapuru. W 2001 wrócił do Polski. Grał na perkusji w zespołach Hebi oraz East of Nowhere.
Jest członkiem Stowarzyszenia Pisarzy Polskich i Mensa Polska. Do 2013 opublikował pięć powieści zainspirowanych swoimi doświadczeniami i przygodami z zagranicznych podróży.
Jest żonaty z Kit Fui i ma syna Alexandra.

## Twórczość
- Bezsenność w Tokio (Rosner i Wspólnicy, 2004, ISBN 83-89217-51-1)
- Singapur, czwarta rano (Rosner i Wspólnicy, 2005)
- Zagubieni w Tokio (Rosner i Wspólnicy, maj 2007)
- Radio Yokohama (współautorka Monika Borek, Rosner i Wspólnicy, 14 listopada 2008)
- Powrót niedoskonały (Znak, 2013)